# Wintertruffel
De wintertruffel (Tuber brumale) is een zwarte truffel, dooraderd met lichtgekleurde aders.
De wintertruffel wordt in dezelfde tijd verzameld als de zwarte truffel, ziet er aan de buitenkant hetzelfde uit en is vrij zeldzaam. Het vlechtwerk van brede aders is minder dicht dan dat van de zwarte truffel. Ook zijn geur en smaak minder intens.